# Котунь (гмина)
Котунь (пол. Kotuń) — сельская гмина (волость) в Польше, входит как административная единица в Седлецкий повет, Мазовецкое воеводство. Население — 8471 человек (на 2004 год).

## Демография
| Перепись                       | Всего   | Всего | Женщины | Женщины | Мужчины | Мужчины |
| ------------------------------ | ------- | ----- | ------- | ------- | ------- | ------- |
| Единицы                        | человек | %     | человек | %       | человек | %       |
| Население                      | 8471    | 100   | 4264    | 50,3    | 4207    | 49,7    |
| Плотность населения (чел./км²) | 56,5    | 56,5  | 28,5    | 28,5    | 28,1    | 28,1    |

## Сельские округа
1. Альбинув
2. Бойме
3. Брошкув
4. Хлевиска
5. Цисе-Загрудзе
6. Чарновонж
7. Грензув
8. Ягодне
9. Юзефин
10. Кемпа
11. Кошевница
12. Котунь
13. Лончка
14. Ленки
15. Марысин
16. Мингосы
17. Нехнабж
18. Нова-Домбрувка
19. Олексин
20. Пеньки
21. Перуг
22. Поляки
23. Росош
24. Рычица
25. Сённа
26. Соснове
27. Тшемушка
28. Тымянка
29. Вильчонек
30. Жджар
31. Желишев-Дужы
32. Желишев-Подкосцельны

## Соседние гмины
1. Гмина Грембкув
2. Гмина Калушин
3. Гмина Мокободы
4. Гмина Мрозы
5. Седльце
6. Гмина Скужец